# شامپو خشک

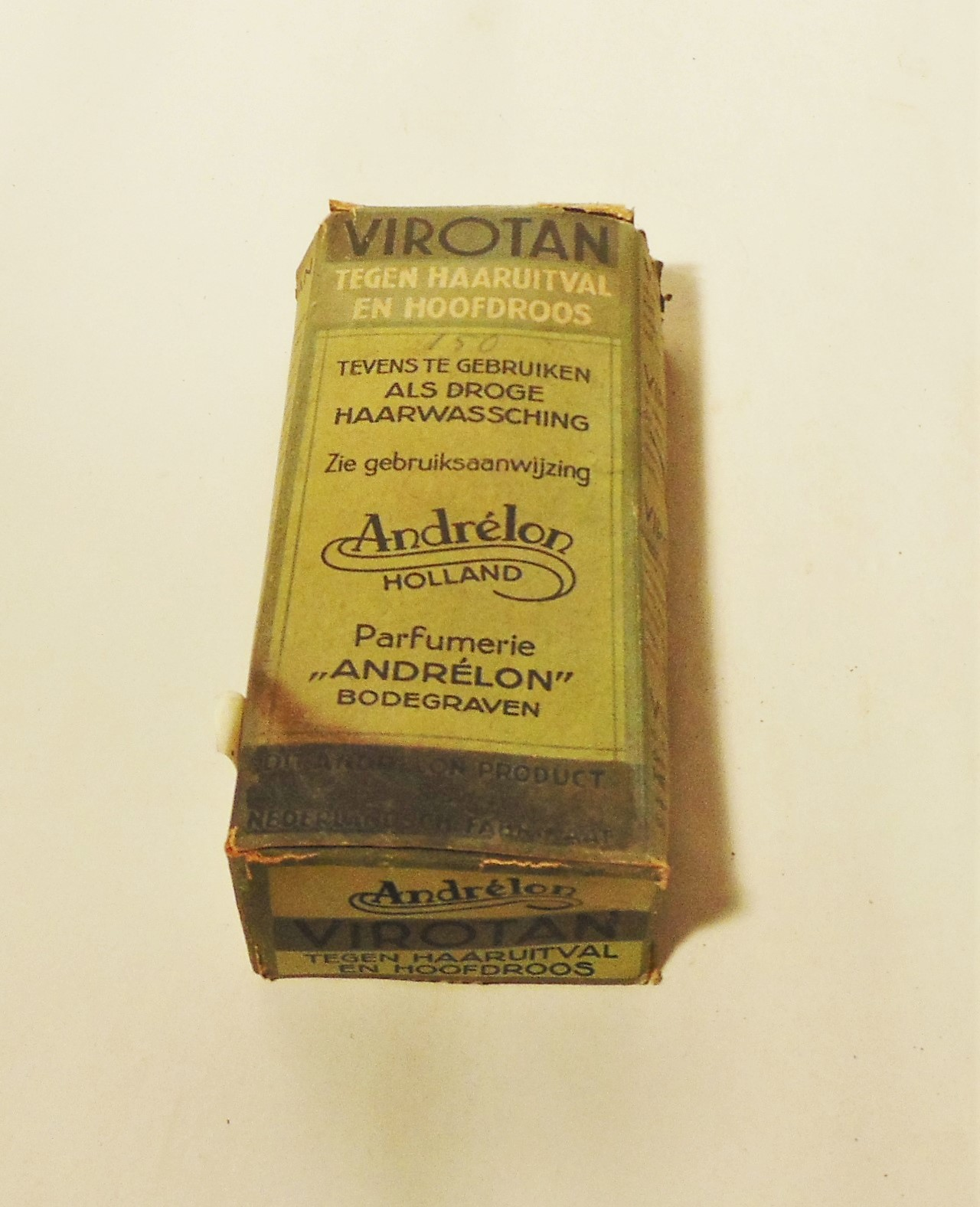
شامپو خشک Andrelon از دهه ۱۹۴۰.

شامپو خشک نوعی شامپو است که بدون نیاز به آب، چربی مو را کاهش می‌دهد. به شکل پودر است و معمولاً از قوطی آئروسل استفاده می‌شود. شامپو خشک اغلب بر اساس نشاسته ذرت یا نشاسته برنج است. علاوه بر پاکسازی مو، می‌توان از آن به عنوان ابزاری برای حالت دادن به مو نیز استفاده کرد زیرا می‌تواند حجم ایجاد کند. گروهی ادعا می‌کنند که شستشوی روزانه با شامپوی شوینده می‌تواند چربی‌های طبیعی مو را از بین ببرد. با این حال، دیگران تصدیق می‌کنند که اسپری کردن هر روز شامپو خشک منجر به تجمع موادی می‌شود که می‌تواند رنگ موها را کدر کرده و باعث تحریک پوست سر شود، و معتقدند که پوست سر برای پاکسازی و از بین بردن باکتری‌ها، حذف سلول‌های مرده پوست و پاکسازی منظم نیاز به لایه برداری دارد.
فرد استفاده‌کننده از شامپو خشک بسته به نوع شامپو، ممکن است دچار عوارضی شود از جمله التهاب پوست، ریزش مو، یا بروز حساسیت.

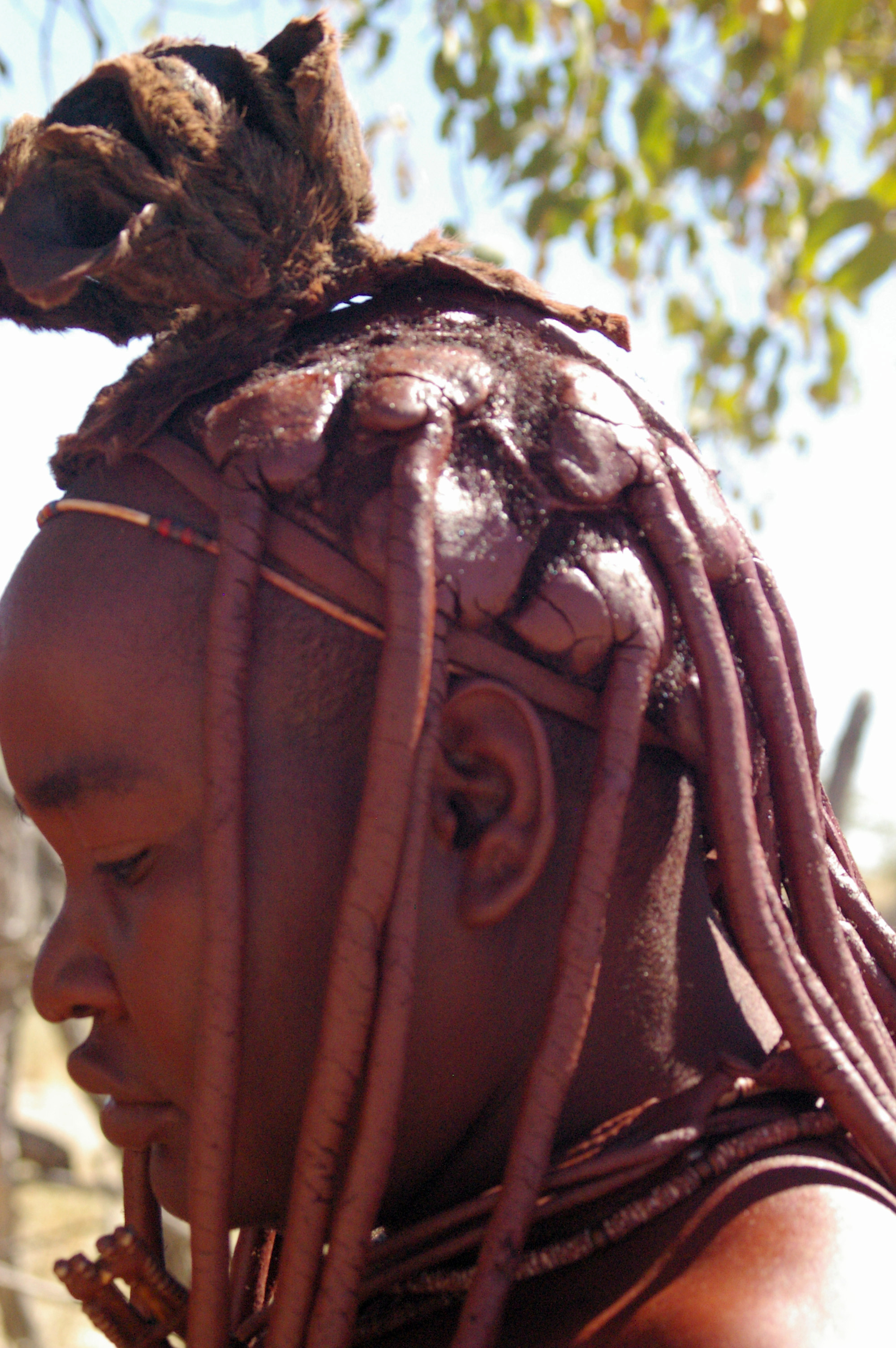
استفاده از خاک رس قرمز به عنوان شامپوی خشک در موهای یک زن هیمبا.